# Voulmentin
 Voulmentin ist eine französische Gemeinde mit 1131 Einwohnern (Stand: 1. Januar 2022) im Département Deux-Sèvres in der Region Nouvelle-Aquitaine. Sie gehört zum Arrondissement Bressuire und ist Mitglied im Gemeindeverband Communauté d’agglomération du Bocage Bressuirais.
Die Gemeinde entstand mit Wirkung vom 1. Januar 2013 als Commune nouvelle durch Zusammenlegung der bis dahin selbstständigen Gemeinden Saint-Clémentin und Voultegon, die fortan den Status als Commune déléguée besitzen. Der Verwaltungssitz befindet sich in Saint-Clémentin.

## Gemeindegliederung
| Commune déléguée                  | Ehemaliger INSEE-Code | PLZ   | Fläche (km²) | Einwohnerzahl (2017) |
| --------------------------------- | --------------------- | ----- | ------------ | -------------------- |
| Saint-Clémentin (Verwaltungssitz) | 79242                 | 79150 | 13,82        | 517                  |
| Voultegon                         | 79356                 | 79150 | 17,41        | 593                  |

## Geografie

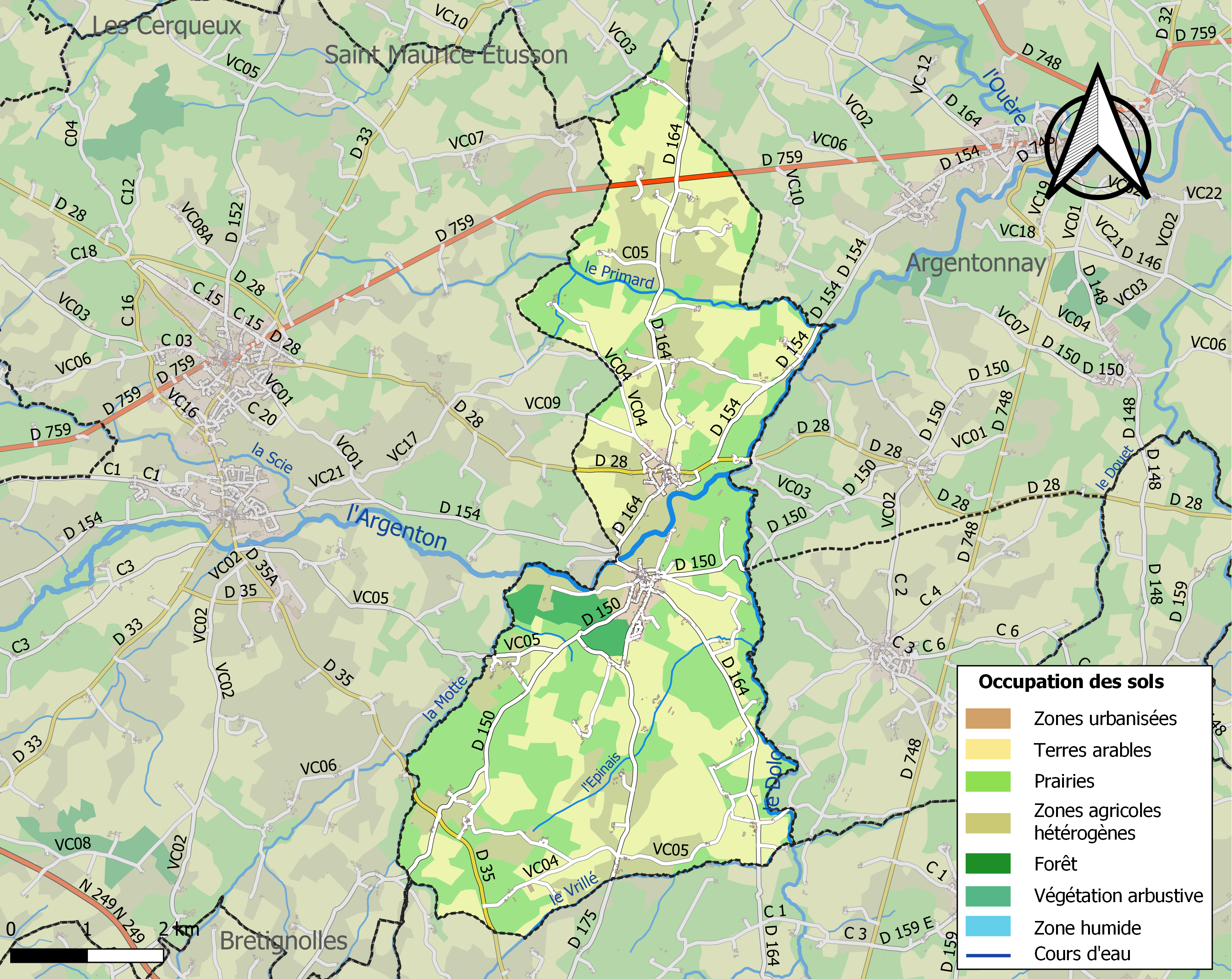
Bodennutzung, Hydrografie und Infrastruktur der Gemeinde (2018)

Voulmentin liegt etwa elf Kilometer nordnordwestlich von Bressuire und etwa 69 Kilometer nördlich von Niort in der Région naturelle der Bocage bressuirais in der historischen Provinz des Poitou. Das Gemeindegebiet befindet sich im Einzugsgebiet der Loire und wird entwässert vom Argenton und von seinen Nebenflüssen, dem Dolo, dem Ruisseau de l’Épinais, dem Ruisseau de Vrillé, dem Ruisseau de la Motte Primard und dem Ruisseau de Ridjeu.
Das Bodenrelief ist relativ flach mit Höhen außerhalb der Flusstäler über 100 m. Das Gemeindezentrum liegt auf etwa 115 m. Die höchste Erhebung wird im Süden mit 176 m, die tiefste Stelle von Voulmentin wird im Osten mit 87 m beim Austritt des Argenton aus dem Gemeindegebiet gemessen.
Rund 96 % der Fläche der Gemeinde werden landwirtschaftlich genutzt, rund 2 % sind bewaldet, der Anteil bebauter Flächen beträgt rund 2 % (Stand: 2018).
Umgeben wird Voulmentin von fünf Nachbargemeinden:
|                   | Saint Maurice Étusson                       | Argentonnay          |
| Nueil-les-Aubiers | Kompassrose, die auf Nachbargemeinden zeigt |                      |
|                   | Bressuire                                   | Saint-Aubin-du-Plain |

## Sehenswürdigkeiten
| Name                         | Ort             | Bemerkungen                                                                 | Bild |
| ---------------------------- | --------------- | --------------------------------------------------------------------------- | ---- |
| Kapelle Les Rosiers          | Saint-Clémentin | 16. Jahrhundert, seit 1994 als Monument historique klassifiziert            |      |
| Pfarrkirche Saint-Clémentin  | Saint-Clémentin | 19. Jahrhundert, seit 1989 in Teilen als Monument historique eingeschrieben |      |
| Herrenhaus La Roche-Jaquelin | Voultegon       | 15. Jahrhundert, seit 1941 in Teilen als Monument historique eingeschrieben |      |
| Landgut La Dubrie            | Voultegon       | 16. Jahrhundert, seit 1991 in Teilen als Monument historique eingeschrieben |      |

## Sport und Freizeit
Eine Grüne Route auf einer ehemaligen Eisenbahntrasse durchquert den südlichen Teil des Gemeindegebiets.

## Bildung
Die Gemeinde verfügt über eine private Vor- und Grundschule (École primaire) im Ortsteil Voultegon mit 92 Schülerinnen und Schülern im Schuljahr 2024/2025.

## Wirtschaft
Voulmentin liegt in den Zonen AOC sowie IGP
- der Buttersorten
  - Beurre Charentes-Poitou,
  - Beurre des Charentes und
  - Beurre des Deux Sèvres,
- der Brioche vendéenne,
- des Rindfleischs Bœuf du Maine
- des Fleischs der Rinderrasse Maine-Anjou,
- des Lammfleischs Agneau du Poitou-Charentes,
- der Weine der Appellationen Deux-Sèvres blanc, rosé und rouge,
- der Geflügel Volailles du Val de Sèvres und
- des Bayonne-Schinken.[4]

## Verkehr
Voulmentin liegt fernab größerer Verkehrsachsen. Die Departementsstraße D 28 verbindet Saint-Clémentin mit Nueil-les-Aubiers im Westen und mit Saint-Varent im Osten. Nachgeordnete Departementsstraßen und lokale Landstraßen verbinden die Orte und Weiler der Gemeinde untereinander und mit Nachbargemeinden.